# Молодіжна збірна Англії з футболу
Молодіжна збірна Англії з футболу (англ. England's national Under-21 football team) — національна футбольна збірна Англії, у складі якої можуть виступати англійські футболісти у віці 21 року та молодше. Багато гравців з молодіжної збірної Англії згодом виступають за основну збірну країни.
За цю збірну виступають англійські футболісти, яким виповнилося не більше 21 року на момент початку дворічної відбіркової кампанії до молодіжного чемпіонату Європи, тобто гравцям може бути 22-23 роки. Окрім збірної до 21 року існують збірні до 20 років (для турнірів, що не відносяться до УЄФА), до 19 років і до 17 років. Поки футболісти підходять за віковими критеріями, вони можуть виступати за будь-яку збірну, наприклад, за збірну до 21 року, потім за першу збірну, і потім знову за збірну до 21 року (як робили Аарон Леннон, Міка Річардс і Тео Волкотт). Також допускається варіант, коли футболіст грав за молодіжну збірну однієї країни, а згодом виступає за першу збірну іншої країни (як зробив Найджел Куаші, колишній гравцем збірної Англії до 21 року, а потім виступав за першу збірну Шотландії).

## Участь у міжнародних турнірах
Збірна бере участь у молодіжних чемпіонатах Європи, які проводяться по непарних роках раз на два роки (раніше проводилися по парних роках). Чемпіонату світу серед збірних до 21 року не існує, є лише чемпіонат світу для гравців до 20 років. Перші шість молодіжних чемпіонатів Європи (з 1978 по 1988 роки) склалися вдало для Англії, яка чотири рази доходила до півфіналів і двічі вигравала турнір в 1982 і 1984 роках. Однак після успішного періоду почався не дуже вдалий етап виступів молодіжної збірної Англії.
Після поразки від збірної Франції в півфіналі молодіжного чемпіонату Європи 1988 року, Англія не змогла кваліфікуватися на п'ять молодіжних чемпіонатів Європи поспіль, з 1990 по 1998 роки. У відбіркових матчах молодіжного чемпіонату Європи 1998 року Англія посіла перше місце у своїй групі, але не потрапила у фінальну стадію турніру. У фінальній стадії має брати участь вісім команд, а груп було 9. У матчі плей-оф між Англією і Грецією перемогла Греція, а Англія не кваліфікувалася у фінальний турнір, хоча програла лише один з десяти відбіркових матчів.
Англія без проблем кваліфікувалася на молодіжний чемпіонат Європи 2000 року, вигравши всі відбіркові матчі і не пропустивши в них жодного м'яча під керівництвом Пітера Тейлора. Коли Англії залишалося провести всього відбіркових 3 матчі, Тейлора замінив Говард Вілкінсон. Під його керівництвом Англія виграла два наступні матчі, але програла останній з рахунком 3:1 збірній Польщі, зіпсувавши свої показники в обороні. У фінальній стадії молодіжного чемпіонату Європи Англія вилетіла на груповій стадії.
Під керівництвом Девіда Платта Англія вийшла на молодіжний чемпіонат Європи 2002 року, але знову вилетіла на груповій стадії. Після того, як збірна не кваліфікувалася на молодіжний чемпіонат Європи 2004 року, Платт був звільнений, а на пост головного тренера повернувся Пітер Тейлор. Під його керівництвом Англія вийшла з відбіркової групи, але матчі плей-оф поступилася сильної молодіжної збірної Франції, через що пропустила молодіжний чемпіонат Європи 2006 року.
Наступна відбіркова кампанія почалася незабаром після закінчення молодіжного чемпіонату Європи 2006 року — це була кваліфікація до чемпіонату Європи 2007 року серед команд до 21 року. УЄФА ухвалила рішення про перенесення дати проведення турніру на непарні роки, щоб уникнути перетину з футбольними турнірами першої збірної, які проводяться в парні роки. Відбіркова кампанія була сильно скорочена та становила по тривалості менше року. У відбірковій групі, що складається з трьох команд, Англія фінішувала на першому місці, випередивши збірні Швейцарії та Молдови, а потім виграла двоматчеве протистояння плей-оф проти збірної Німеччини, після чого вийшла на молодіжний чемпіонат Європи, що проходив у Нідерландах. На чемпіонаті Англія поступилася по пенальті в півфіналі господарям турніру.
На молодіжному чемпіонаті світу 2017 англійці вперше стали чемпіонами перегравши в фінальному матчі венесуельців 1:0.
У 2023 та 2025 роках англійці двічі поспіль стали чемпіонами Європи.

## Виступи на чемпіонатах Європи
| Рік  | Результат               |
| ---- | ----------------------- |
| 1978 | Півфінал                |
| 1980 | Півфінал                |
| 1982 | Чемпіон                 |
| 1984 | Чемпіон                 |
| 1986 | Півфінал                |
| 1988 | Півфінал                |
| 1990 | Не пройшли кваліфікацію |
| 1992 | Не пройшли кваліфікацію |
| 1994 | Не пройшли кваліфікацію |
| 1996 | Не пройшли кваліфікацію |
| 1998 | Не пройшли кваліфікацію |
| 2000 | Груповий етап           |
| 2002 | Груповий етап           |
| 2004 | Не пройшли кваліфікацію |
| 2006 | Не пройшли кваліфікацію |
| 2007 | Півфінал                |
| 2009 | Фінал                   |
| 2011 | Груповий етап           |
| 2013 | Груповий етап           |
| 2015 | Груповий етап           |
| 2017 | Півфінал                |
| 2019 | Груповий етап           |
| 2021 | Груповий етап           |
| 2023 | Чемпіон                 |
| 2025 | Чемпіон                 |

## Досягнення
- Молодіжний чемпіонат світу:
  -  Чемпіон (1): 2017

- Молодіжний чемпіонат Європи:
  -  Чемпіон (4): 1982, 1984, 2023, 2025
  -  Віце-чемпіон (1): 2009
  -  3-є місце (3): 1978, 1988, 2007

## Склад
Гравці, що викликані на матчі у 2020 році.
| Ім'я               | ДН                           | Клуб                     | Ігри (голи) |
| Воротарі           | Воротарі                     | Воротарі                 | Воротарі    |
| ------------------ | ---------------------------- | ------------------------ | ----------- |
| Брендон Остін      | 8 січня 1999 (26 років)      | Тоттенхем Хотспур        | 0 (0)       |
| Йозеф Буршик       | 12 червня 2000 (25 років)    | Сток Сіті                | 0 (0)       |
| Аарон Ремсдейл     | 1 травня 1998 (27 років)     | Шеффілд Юнайтед          | 9 (0)       |
| Захисники          |                              |                          |             |
| Марк Гуехі         | 13 червня 2020 (5 років)     | Суонсі Сіті              | 8 (0)       |
| Джеймс Джастін     | 23 лютого 1998 (27 років)    | Лестер Сіті              | 6 (0)       |
| Ллойд Келлі        | 6 жовтня 1998 (26 років)     | Борнмут                  | 7 (0)       |
| Бен Вілмот         | 4 листопада 1999 (25 років)  | Вотфорд                  | 1 (0)       |
| Бен Годфрі         | 15 січня 1998 (27 років)     | Евертон                  | 5 (1)       |
| Ріс Вільямс        | 3 лютого 2001 (24 роки)      | Ліверпуль                | 1 (0)       |
| Джонатан Панзо     | 25 жовтня 2000 (24 роки)     | Діжон                    | 3 (0)       |
| Макс Ааронс        | 4 січня 2000 (25 років)      | Норвіч Сіті              | 7 (0)       |
| Тарік Лемпті       | 30 вересня 2000 (24 роки)    | Брайтон енд Гоув Альбіон | 1 (0)       |
| Лі Б'юкенен        | 7 лютого 2001 (24 роки)      | Дербі Каунті             | 1 (0)       |
| Півзахисники       |                              |                          |             |
| Конор Галлагер     | 6 лютого 2000 (25 років)     | Вест-Бромвіч Альбіон     | 5 (1)       |
| Джош Дасілва       | 23 жовтня 1998 (26 років)    | Брентфорд                | 1 (0)       |
| Кертіс Джонс       | 30 січня 2001 (24 роки)      | Ліверпуль                | 1 (0)       |
| Двайт МакНіл       | 22 листопада 1999 (25 років) | Бернлі                   | 3 (0)       |
| Джамал Мусіала     | 26 лютого 2003 (22 роки)     | Баварія                  | 2 (1)       |
| Том Девіс          | 30 червня 1998 (27 років)    | Евертон                  | 19 (1)      |
| Олівер Скіпп       | 16 вересня 2000 (24 роки)    | Норвіч Сіті              | 5 (0)       |
| Каллум Гадсон-Одой | 7 листопада 2000 (24 роки)   | Челсі                    | 4 (2)       |
| Нападники          |                              |                          |             |
| Едді Нкетіа        | 30 травня 1999 (26 років)    | Арсенал                  | 10 (12)     |
| Еберечі Езе        | 29 червня 1998 (27 років)    | Крістал Пелес            | 2 (0)       |
| Раян Сессеньйон    | 18 травня 2000 (25 років)    | Гоффенгайм 1899          | 16 (1)      |
| Ріан Брюстер       | 1 квітня 2000 (25 років)     | Шеффілд Юнайтед          | 8 (0)       |